# 2MASS J07290002-3954043
2MASS J07290002-3954043 ist ein Brauner Zwerg der Spektralklasse T8 im Sternbild Achterdeck des Schiffs. Er wurde 2007 von Dagny L. Looper, J. Davy Kirkpatrick & Adam J. Burgasser entdeckt.